# Biopark
Biopark e.V. ist ein Anbauverband für ökologische landwirtschaftliche Produkte mit Sitz in Güstrow, Mecklenburg-Vorpommern. Er ist Mitglied im Bund Ökologische Lebensmittelwirtschaft (BÖLW). 

## Verband
Der Verband wurde 1991 in Mecklenburg-Vorpommern von 16 landwirtschaftlichen Betrieben gegründet. Heute besteht der Verband aus über 450 Mitgliedern in 15 Bundesländern, die 142.000 Hektar landwirtschaftliche Nutzfläche bewirtschaften. Damit ist Biopark der flächenmäßig drittgrößte ökologische Anbauverband in Deutschland. Sitz des Verbandes ist Güstrow.
Die ökologischen Produkte werden zum Teil über Erzeugergemeinschaften bzw. über die eigene Vermarktungsgesellschaft Biopark Markt GmbH vermarktet. Die ökologisch erzeugten Produkte werden auch direkt von den Landwirten an die Kunden verkauft. Seit Februar 2019 hat Bio Suisse, die Vereinigung Schweizer Biolandbau-Organisationen und die wichtigste Bioorganisation in der Schweiz, Biopark e.V. direkt als Anbauverband anerkannt. Somit können Produkte von Bioparkproduzenten ohne aufwendige Einzelanerkennungen in die Schweiz geliefert werden.
Biopark ist eine geschützte und eingetragene Marke, um Bio-Lebensmittel zu kennzeichnen. Seit 2002 ist Biopark IFOAM-akkreditiert, was bedeutet, dass die Biopark-Zertifizierung den internationalen Zertifizierungskriterien für ökologischen Landbau entspricht.

## Richtlinien
Die Wirtschaftsweise der Biopark-Mitgliedsbetriebe basiert auf einer Kreislaufwirtschaft, die ohne synthetische Pestizide und chemisch-synthetische Stickstoffdünger auskommt. Die Richtlinien des Biopark-Verbandes sind strenger als die der Öko-Verordnung der Europäischen Union.
Einige grundlegende Faktoren sind dabei:

## Kreislaufwirtschaft
Die Kreislaufwirtschaft geht davon aus, dass die Erzeugung von Nahrung ohne externe Düngequellen auskommt. Abfallprodukte aus der Landwirtschaft selbst, wie etwa Mist und Kompost dienen dem Acker zur Regeneration. Somit wird bei den Biopark-Betrieben kein chemisch-synthetische Stickstoffdünger angewendet.

## Förderung der Bodenfruchtbarkeit
Um die Fruchtbarkeit des Ackerbodens trotzdem zu erhöhen und ausreichend Humus im Boden zu haben, werden zahlreiche Maßnahmen ergriffen, wie zum Beispiel die Ausbringung von Kompost oder das Anpflanzen von sogenannten Zwischenfrüchten. Ziel ist es hierbei, die Anzahl und Aktivität von Bodenorganismen zu stärken.

## Artgerechte Tierhaltung
Die Biopark-Richtlinien verbieten konsequent die Anbindehaltung für mehr Tierwohl. Die Tierhaltung muss nach speziellen Biopark-Richtlinien erfolgen.

## Förderung der Biodiversität und Artenvielfalt
Seit 2012 setzt sich der Biopark e.V. gemeinsam mit weiteren Partnern sowie den Öko-Landwirten für den Schutz und die Förderung wildlebender Tier- und Pflanzenarten in der deutschen Agrarlandschaft ein. Inzwischen nehmen über 200 Bio-Betriebe an dem Programm „Landwirtschaft für Artenvielfalt (LfA)“ teil. Herzstück des Programms sind landwirtschaftliche Betriebe, die bereit sind, zusätzliche Naturschutzleistungen zu erbringen, um artenschützend zu produzieren. Durch „Landwirtschaft für Artenvielfalt“ werden die besonderen Leistungen der Betriebe zur Förderung der Biodiversität honoriert und anerkannt. 

## Vergleich der Biopark-Richtlinie mit der EG-Öko-Verordnung
|                                                    | BIOPARK e.V. | EG-Öko-Verordnung                                                                                |
| -------------------------------------------------- | --- | ------------------------------------------------------------------------------------------------ |
| Umstellung des gesamten Betriebes auf Bioerzeugung | Gesamtbetriebsumstellung, ausschließlich ökologische Bewirtschaftung aller Betriebszweige vorgeschrieben              | Teilumstellung und damit ökologische und konventionelle Bewirtschaftung in einem Betrieb möglich |
| Gentechnisch Veränderte Organismen (GVO)           | Verboten | Verboten                                                                                         |
| Organische Handelsdünger                           | Blut-, Fleisch- und Knochenmehle sowie Guano sind verboten                                                            | Blut-, Fleisch- und Knochenmehle sowie Guano sind zugelassen                                     |
| Anteil des Futters vom Hof                         | Futtermittel sollten vorzugsweise vom eigenen Betrieb stammen.                                                        | Futtermittel sollten vorzugsweise vom eigenen Betrieb stammen.                                   |
| Silage-Fütterung Wiederkäuer                       | Die ganzjährige ausschließliche Fütterung mit Silage ist verboten. Im Sommer muss überwiegend Grünfütterung erfolgen. | Nicht geregelt                                                                                   |
| Tiertransport                                      | höchstens 200 km und höchstens 4 Stunden lang                                                                         | höchstens 8 Stunden lang                                                                         |

## Vereinsziele
Biopark setzt sich aktiv für die Verbesserung der Haltungsbedingungen von Nutztieren einsetzt und ergreift gleichzeitig Maßnahmen, um die Umweltbelastung zu reduzieren. Gegründet mit dem Ziel, einen nachhaltigen und umweltfreundlichen Ansatz in der Landwirtschaft zu fördern, setzt der Verband in seinen strengen Richtlinien auf verschiedene Prinzipien, die von einem ganzheitlichen Blick auf die Landwirtschaft und ländliche Entwicklung geprägt sind.
Biopark engagiert sich somit auf mehreren Ebenen für eine nachhaltige Landwirtschaft, die den Schutz von Tieren, Umwelt und sozialen Strukturen gleichermaßen berücksichtigt. Der Verband setzt sich dabei aktiv für Veränderungen in der landwirtschaftlichen Praxis ein und trägt dazu bei, eine zukunftsfähige und umweltfreundliche Agrarwirtschaft zu fördern.